# Список млекопитающих Шпицбергена
Список млекопитающих Шпицбергена включает виды класса млекопитающих, которые были зарегистрированы на территории Шпицбергена — обширного полярного архипелага, расположенного в Северном Ледовитом океане, между 76°26' и 80°50' северной широты и 10° и 32° восточной долготы и являющегося самой северной частью Норвегии.

## Видовое разнообразие

Топографическая карта Шпицбергена

Млекопитающие составляют заметную часть фауны позвоночных архипелага Шпицберген. Однако, их видовое разнообразие на территории архипелага ограничено, так как около 60 % суши архипелага покрыто большим количеством мелких и крупных ледников и только около 6-7 % от площади покрыто растительностью. Климат на архипелаге — арктический, на западе значительно смягчён тёплым Шпицбергенским течением (часть Гольфстрима). Средняя температура воздуха на побережье от +4…+6 °C (июль) до −10…−14 °C (январь).
Местными наземными млекопитающими является местный подвид северного оленя (Rangifer tarandus platyrhynchus), а также песец (Vulpes lagopus). Кроме того, луговая полёвка (Microtus levis) найдена в районе Исфьорден (Западный Шпицберген) и скорее всего, завезена случайно вместе с сеном для скота. Попытки интродукции на архипелаг из Гренландии в начале XX века таких сухопутных млекопитающих, как полярный заяц и овцебык, успехом не увенчались.
Фауна морских млекопитающих содержит более разнообразна, в том числе включает миграционного белого медведя (Ursus maritimus), который является знаковым символом архипелага Шпицберген. Морж (Odobenus rosmarus), другой типичный вид высоких широт Арктики, почти вымер на архипелаге в 1950-х годах в результате чрезмерной охоты, но сейчас его популяция постепенно восстанавливается. Целый ряд видов тюленей обитает в прибрежных водах, в первую очередь лахтак (Erignathus barbatus) и кольчатая нерпа (Pusa hispida).

## Список видов
Данный список объединяет таксоны видового и подвидового уровня, которые были зарегистрированы на территории архипелага Шпицберген и приводились для него исследователями в литературных публикациях. Список состоит из русских названий, биноменов (двухсловных названий, состоящих из сочетания имени рода и имени вида) и указанных с ними имени учёного, впервые описавшего данный таксон, и года, в котором это произошло. В четвёртом столбце таблицы для каждого вида приводится информация о его распространении на территории архипелага на основании работы «Guide des mammifères d’Europe, d’Afrique du Nord et de Moyen-Orient» (Aulagnier S. et al., 2008), если не указаны другие источники. Для некоторых видов приводятся замечания по систематике (подразумевается обитание на территории страны номинативных подвидов, если не указано иное). Отряды и семейства в списке расположены в систематическом порядке (по Illustrated Checklist of the Mammals of the World).
Легенда:
 Виды, интродуцированные на территории острова а также инвазионные виды
Обозначения охранного статуса МСОП:
- — виды на грани исчезновения (в критическом состоянии)
- — виды под угрозой исчезновения
- — уязвимые виды
- — виды, близкие к уязвимому положению
- — виды под наименьшей угрозой
- — виды, для оценки угрозы которым не хватает данных
- — виды, не представленные в Международной Красной книге

| Иллюстрация                               | Русское название            | Латинское название и автор таксона                                          | Ареал. | Статус МСОП                        |
| ----------------------------------------- | --------------------------- | --------------------------------------------------------------------------- | --- | ---------------------------------- |
| Отряд Грызуны (Rodentia)                  |                             |                                                                             | |                                    |
| Семейство Хомяковые (Cricetidae)          |                             |                                                                             | |                                    |
|                                           | Восточноевропейская полёвка | Microtus levis Miller, 1908                                                 | Вид собитает на лугах и в сельскохозяйственных районах континентальной Евразии. Северной границей ареала вида на континенте является Центральная Финляндия. На архипелаге вид, вероятно происходит из окрестностей Санкт-Петербурга, и скорее всего был завезён с сеном для скота на судах для бывшего поселения Грумант между 1920 и 1960 годами. Полёвка распространились на травянистые места обитания, связанные с колониями морских птиц. Распространение на Шпицбергене ограничено узкой прибрежной зоной, которая охватывает расстояние около 20 км от Груманта до Исфьордена. | Вид вне опасности                  |
| Отряд Китопарнокопытные (Cetartiodactyla) |                             |                                                                             | |                                    |
| Семейство Гладкие киты (Balaenidae)       |                             |                                                                             | |                                    |
|                                           | Гренландский кит            | Balaena mysticetus Linnaeus, 1758                                           | Это единственный вид усатых китов, проводящий всю жизнь в полярных водах. Будучи арктическим видом, остается вблизи дрейфующего льда. Вид был очень многочисленным в XVII веке, но стал вымирающим из-за китобойного промысла в последующие десятилетия. В последние годы, этих редких китов снова стали регистрировать в водах архипелага. | Вид вне опасности                  |
| Семейство Полосатиковые (Balaenopteridae) |                             |                                                                             | |                                    |
|                                           | Горбатый кит                | Megaptera novaeangliae Borowski, 1781                                       | Космополитический вид, встречающийся по всему Мировому океану и отчасти по прилегающим морям. Вблизи архипелага проходит северная граница миграций горбатых китов. Как правило, встречается в прибрежных и шельфовых водах. | Вид вне опасности                  |
|                                           | Северный малый полосатик    | Balaenoptera acutorostrata Lacépede, 1804 (либо Pterobalaena acutorostrata) | Киты регулярно отмечаются в фьордах, прибрежных и морских водах, а также вблизи края льда в летнее время. В зимний период мигрируют к южным широтам. | Вид вне опасности                  |
|                                           | Финвал                      | Balaenoptera physalus (Linnaeus, 1758)                                      | Мигрирующий вид, который проводит зимние месяцы в водах умеренных широт. Летом финвал наиболее часто встречается у западного побережья архипелага в районе, где континентальный шельф опускается к глубокому морскому бассейну. | Вымирающий вид                     |
| Семейство Кашалотовые (Physeteridae)      |                             |                                                                             | |                                    |
|                                           | Кашалот                     | Physeter macrocephalus Linnaeus, 1758                                       | Кашалот распространён во всём Мировом океане, кроме самых северных и южных холодных районов — его ареал в основном находится между 60 градусом северной и 60 градусом южной широты. При этом киты держатся в основном вдали от берегов, в районах, где глубины превышают 200 м Самцы встречаются на более широком ареале, чем самки, и именно взрослые самцы регулярно появляются в водах Шпицбергена. | Уязвимый вид                       |
| Семейство Клюворыловые (Ziphiidae)        |                             |                                                                             | |                                    |
|                                           | Высоколобый бутылконос      | Hyperoodon ampullatus (Forster, 1770)                                       | Обитает в северной половине Атлантического океана от уровня полярных льдов на севере. Будучи глубоководным видом, обычно остается за пределами континентального шельфа, поэтому он не часто встречается в прибрежных водах. В районе архипелага вид отмечен в открытом море на западном побережье Шпицбергена в течение летних месяцев. | Вид с неопределённым статусом      |
| Семейство Нарваловые (Monodontidae)       |                             |                                                                             | |                                    |
|                                           | Белуха                      | Delphinapterus leucas (Pallas, 1776)                                        | Встречается в прибрежных водах по всему архипелагу, часто в фьордах вблизи ледниковых фронтов. | Вид, близкий к уязвимому положению |
|                                           | Нарвал                      | Monodon monoceros Linnaeus, 1758                                            | Встречается в северной части Шпицбергена — фьордах Северо-Восточной Земли и проливе Гинлопена в северо-восточной части архипелага. | Вид, близкий к уязвимому положению |
| Семейство Дельфиновые (Delphinidae)       |                             |                                                                             | |                                    |
|                                           | Беломордый дельфин          | Lagenorhynchus albirostris (Gray, 1846)                                     | Встречается около берега парами или стадами по 10—12 особей, преимущественно на участке от острова Медвежьего до Сйоркапа (самый южный мыс Шпицбергена). | Вид вне опасности                  |
|                                           | Косатка                     | Orcinus orca (Linnaeus, 1758)                                               | Встречается как в открытых водах, так вблизи берегов на западном и восточном побережье Шпицбергена и вдоль южной границы северных льдов. | Вид с неопределённым статусом      |
| Семейство Оленевые (Cervidae)             |                             |                                                                             | |                                    |
|                                           | Северный олень              | Rangifer tarandus Linnaeus, 1758                                            | На территории архипелага обитает эндемичный подвид Rangifer tarandus platyrhynchus (Vrolik, 1829). Подвид встречается практически на всех не покрытых ледниками частях архипелага. Самая высокая плотность популяции — на Земле Норденшёльда, островах Эдж и Баренца. Зимой олени живут вдоль хребтов, горных склонов, плоскогорий и в других районах с небольшим снежным покровом. | Уязвимый вид                       |
| Отряд Хищные (Carnivora)                  |                             |                                                                             | |                                    |
| Семейство Псовые (Canidae)                |                             |                                                                             | |                                    |
|                                           | Обыкновенная лисица         | Vulpes vulpes (Linnaeus, 1758)                                              | Отдаёт предпочтение открытым местностям на архипелаге. | Вид вне опасности                  |
|                                           | Песец                       | Vulpes lagopus (Linnaeus, 1758)                                             | Обитатель открытых тундровых пространств. На архипелаге встречается на всех островах и во всех местах обитания от дрейфующих льдов в море до горных местностей, не образуя изолированных субпопуляций. На протяжении полярного лета преимущественно встречаются в открытых тундрах с холмистым рельефом в непосредственной близости от своей кормовой базы — поселений гнездящихся птиц. Численность подвержена колебаниям в зависимости от обилия кормов в зимнее время. | Вид вне опасности                  |
| Семейство Медвежьи (Ursidae)              |                             |                                                                             | |                                    |
|                                           | Белый медведь               | Ursus maritimus Phipps, 1774                                                | Белые медведи встречаются на всей территории архипелага за пределами населенных пунктов. Важнейшие районы размещения берлог расположены на островах Конгсёйа, Свенскёйа, Эдж, Северо-Восточная Земля и Остров Надежды. | Уязвимый вид                       |
| Семейство Моржовые (Odobenidae)           |                             |                                                                             | |                                    |
|                                           | Морж                        | Odobenus rosmarus Linnaeus, 1758                                            | На архипелаге встречается круглый год в прибрежных водах. Местные моржи являются частью общей популяции (генетически не отличаются) с особями с Земли Франца-Иосифа. Самцы имеют тенденцию оставаться на Шпицбергене, а самки с детенышами предпочитают Землю Франца-Иосифа. Но в последние годы все большее количество самок с потомством наблюдаются на Шпицбергене. | Вид с неопределённым статусом      |
| Семейство Настоящие тюлени (Phocidae)     |                             |                                                                             | |                                    |
|                                           | Гренландский тюлень         | Pagophilus groenlandicus Erxleben, 1777                                     | Мигрирующий вид. Чаще всего встречается в течение лета на северном и восточном побережье Шпицбергена, но иногда и в фьордах Свальбарда весной и осенью. | Вид вне опасности                  |
|                                           | Длинномордый тюлень         | Halichoerus grypus (Fabricius, 1791)                                        | Мигрирующий вид. Ареал вида — умеренные воды северной Атлантики. Чаще всего встречается в течение лета. На архипелаге тюлени предпочитают пустынные скалистые берега. | Вид вне опасности                  |
|                                           | Кольчатая нерпа             | Phoca hispida Schreber, 1775                                                | Нерпы встречаются в прибрежных водах Шпицбергена круглогодично, преимущественно недалеко от края льда к северу от архипелага. Проводят всю жизнь вблизи дрейфующих льдин или на льду фьйордов. | Вид вне опасности                  |
|                                           | Лахтак                      | Erignathus barbatus Erxleben, 1777                                          | Распространён почти повсеместно на мелководьях Северного Ледовитого океана и в примыкающих водах Атлантического и Тихого океанов. В фьордах архипелага встречается кргулогодично. | Вид вне опасности                  |
|                                           | Обыкновенный тюлень         | Phoca vitulina Linnaeus, 1758                                               | Шпицберген является самой северной границей ареала вида. На архипелаге большинство тюленей встречается на острове Принца Карла, где их можно встретить круглый год. Этот остров является единственным известным местом размножения вида на архипелаге. В течение летних месяцев тюлени могут заплывать в фьорды вдоль всего западного побережья Шпицбергена, также замечены вдоль северного побережья архипелага в летний период. | Вид вне опасности                  |
|                                           | Хохлач                      | Cystophora cristata Erxleben, 1777                                          | Хохлач является мигрирующим видом, ареал которого охватывает большую часть Северной Атлантики. Встречается весной, летом и осенью в прибрежных водах архипелага, в фьордах или более открытых акваториях — везде, где имеются паковые льды. | Уязвимый вид                       |